# Bestune T55
La Bestune T55 (in cinese 奔腾 T55) è un'autovettura prodotta dalla casa automobilistica cinese First Automobile Works con marchio Bestune dal 2021.

## Descrizione
La vettura, che si va a posizionare tra la Bestune T33 e T77, è un crossover SUV compatto, presentato ufficialmente alla fine di gennaio 2021. Sul mercato cinese è stato introdotto da metà marzo 2021. Inizialmente al lancio è disponibile in un'unica motorizzazione, un quattro cilindri turbo da 1,5 litri a benzina da 124 kW (169 CV) erogati a 5500 con una coppia massima di 258 Nm disponibile tra i 1500-4350, abbinata alla sola trazione anteriore e ad un cambio a doppia frizione a 7 marce. La punta massima di velocità raggiungibile è di 190 km/h.
La vettura ha suscitato alcune controversie per via del design, specialmente nella parte frontale e nei fari, giudicato assai simile a quello delle Cadillac.